# The Way We Walk, Volume One: The Shorts
The Way We Walk, Volume One: The Shorts četvrti je koncertni album britanskog sastava Genesis. Album je sniman tijekom promotivne turnere albuma Invisible Touch (1986./87.) i We Can't Dance (1992.) 

## Popis pjesama
1. "Land of Confusion" – 5:16
2. "No Son of Mine" – 7:06
3. "Jesus He Knows Me" – 5:24
4. "Throwing It All Away" – 6:02
5. "I Can't Dance" – 6:54
6. "Mama" – 6:50
7. "Hold on My Heart" – 5:41
8. "That's All" – 4:59
9. "In Too Deep" – 5:36
10. "Tonight, Tonight, Tonight" – 3:36
11. "Invisible Touch" – 5:41

## Izvođači
- Phil Collins - vokal, bubnjevi, udaraljke
- Tony Banks - klavijature, vokal, prateći vokal
- Mike Rutherford - gitara, bas-gitara, prateći vokal